# مارک برگ
مارک برگ (انگلیسی: Mark Burg) تهیه‌کننده اهل ایالات متحده آمریکا است.